# Kurna (Estland)
Kurna is een plaats in de Estlandse gemeente Rae, provincie Harjumaa. De plaats heeft de status van dorp (Estisch: küla).

## Bevolking
Het dorp had 81 inwoners op 31 december 2011 en 82 inwoners op 31 december 2021.

## Ligging
Op de grens van Kurna, Jüri en Pildiküla kruist de Põhimaantee 2, de hoofdweg van Tallinn naar Tartu, de Põhimaantee 11, de ringweg om Tallinn.